# 하숙 24번지
《하숙 24번지》는 MBC EVERY1에서 2014년 9월 23일부터 2014년 12월 9일까지 방영된 시트콤이다.

## 출연자
- 김광규
- 윤진솔
- 켄
- 김동준
- 하이탑
- 김사은
- 도희
- 조현영